# Jonathan Roumie
Jonathan Roumie
- Nom complet : Jonathan George Roumie
- Date de naissance : 1er juillet 1974 (51 ans)
- Lieu de naissance : New York, États-Unis
- Nationalité : Américaine
- Formation : Diplômé en cinéma de la School of Visual Arts
- Profession : Acteur, artiste vocal, orateur public
- Années d’activité : Depuis 2000
- Religion : Catholique pratiquant
- Site officiel : jonathanroumie.com
- Instagram : @jonathanroumieofficial

Carrière
Jonathan Roumie a débuté sa carrière dans l’industrie du divertissement en tant qu’assistant de production et scout de lieux pour des films tels que Spider-Man, National Treasure et I Am Legend. Il a également créé de la musique, notamment sa première chanson originale, “Outta Time”, co-produite pour l’album Unbreakable.
Il a ensuite poursuivi une carrière d’acteur, apparaissant dans des séries télévisées telles que The Good Wife, As the World Turns et Castle.
Engagement religieux
Roumie est un catholique pratiquant et a servi en tant que ministre extraordinaire de la Sainte Communion au sein de l’Église catholique. Il est également membre du conseil d’administration de Catholics in Media Associates.
1. ↑  « Jonathan Roumie | Acteur, Régie de plateau d'extérieur, Production », sur IMDb (consulté le 17 août 2025)